# Mungo Melvin
Robert Adam Mungo Simpson Melvin (Edimburgo, noviembre de 1955) es un oficial militar (mayor general) retirado del ejército británico y un destacado historiador militar. Es autor de una biografía del mariscal de campo alemán Erich von Manstein y es miembro del consejo editorial del Journal of Intelligence and Terrorism Study.

## Biografía
Educado en el Daniel Stewart's College en Edimburgo, en la Real Academia Militar de Sandhurst, en el Downing College, uno de los colleges que constituyen la Universidad de Cambridge, y en el German Armed Forces Command and Staff College en Hamburgo, Melvin fue comisionado en los Royal Engineers en 1975. Se convirtió en Director del Land Warfare en junio de 2002, Director de Capacidad Operacional en el Ministerio de Defensa en 2004 y Oficial General al mando del Comando de Apoyo del Reino Unido (Alemania) en 2006. Pasó a ser Instructor Jefe del Ejército en el Royal College of Defense Studies en 2009 antes de jubilarse en 2011.
En 2009 compareció como testigo experto en el Tribunal Penal Internacional para la ex Yugoslavia. Así mismo es miembro sénior asociado del Royal United Services Institute.

## Biografía de Manstein

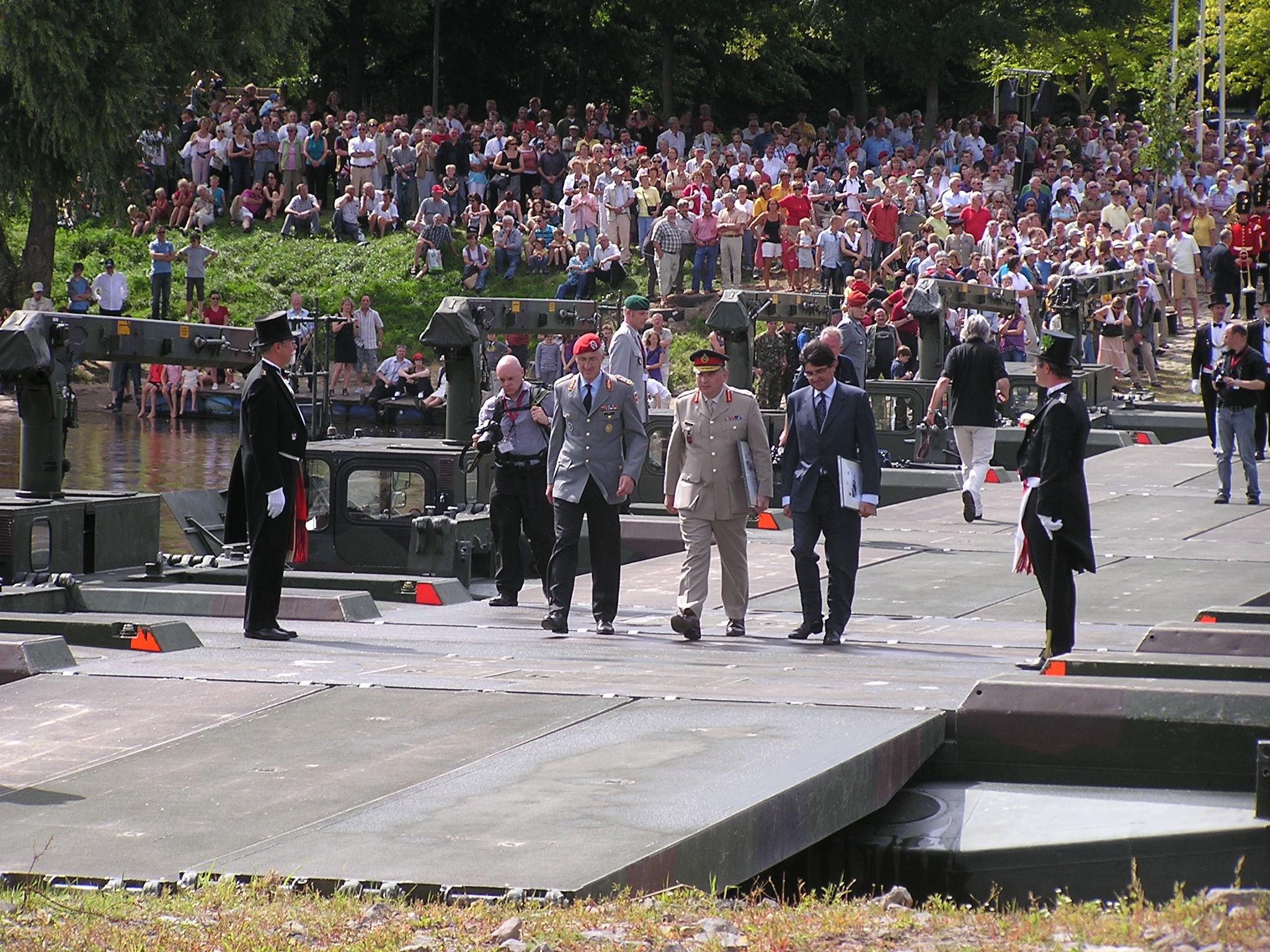
Mungo Melvin (izquierda) y el general alemán Markus Kneip cruzando el Weser el 1 de agosto de 2009

Durante su servicio militar en Alemania, aprendió alemán y desarrolló un interés especial por la historia militar alemana. El producto de este interés fue su biografía de 2010 de Erich von Manstein. Manstein es ampliamente considerado como uno de los comandantes alemanes más talentoso de la Segunda Guerra Mundial, pero también fue un criminal de guerra convicto que nunca reconoció su propia responsabilidad o la del ejército alemán en los crímenes cometidos en el Frente Oriental donde ocupó los principales mandos. La conclusión de Melvin fue que Manstein era producto de su edad, su clase social, su educación y su propia personalidad obstinada, todo lo cual lo cegó ante el conflicto ético entre su deber como oficial alemán de obedecer las órdenes del gobierno legítimo y el carácter cada vez más criminal del régimen nazi.
Algunas de la reseñas del libro de Melvin se concentraron en esta pregunta. Alexander Rose en The New York Times se refirió al libro de Melvin como «la biografía autorizada y espléndidamente completa de Mungo Melvin», pero criticó lo que vio como el enfoque limitado de Melvin en asuntos militares. Tom Nagorski del The Wall Street Journal encontró importantes errores en la concentración de Melvin en las descripciones detalladas del trabajo de Manstein como comandante militar.

### Obras
- Melvin, Mungo (2010). Manstein: Hitler's Greatest General (en inglés). Londres: Weidenfeld & Nicolson. ISBN 978-0-297-84561-4.
- Melvin, Mungo (2017). Sevastopol's wars: Crimea from Potemkin to Putin (en inglés). Osprey Publishing. ISBN 978-1-4728-0794-6. OCLC 986309417.